# Hlîbociok, Nova Ușîțea
Hlîbociok (în ucraineană Глибочок) este un sat în comuna Kapusteanî din raionul Nova Ușîțea, regiunea Hmelnîțkîi, Ucraina.

## Demografie
Componența lingvistică a localității Hlîbociok
     Ucraineană (98,36%)
     Rusă (1,44%)
     Alte limbi (0,21%)
Conform recensământului din 2001, majoritatea populației localității Hlîbociok era vorbitoare de ucraineană (98,36%), existând în minoritate și vorbitori de rusă (1,44%).